# Kinna IF
Kinna IF ist ein schwedischer Fußballverein aus Kinna. Der Klub spielte mehrere Spielzeiten in der zweithöchsten Spielklasse Schwedens.

## Geschichte
Die Fußballmannschaft von Kinna IF trat 1934 erstmals überregional in Erscheinung, als der Aufstieg in die Drittklassigkeit gelang. Vier Jahre später errang der Klub in der Division 3 Västsvenska Norra mit sieben Punkten Vorsprung vor Trollhättans IF den Staffelsieg, in der Aufstiegsrunde setzte sich jedoch Varbergs BoIS durch. In der Folge etablierte sich die Mannschaft im vorderen Ligabereich, beim erneuten Staffelsieg 1940 scheiterte der Klub an Lundby IF. Zunächst in den anschließenden Jahren noch im Aufstiegsrennen dabei, rutschte sie in den folgenden Spielzeiten ab und verpasste 1946 den Klassenerhalt.
Nach dem Wiederaufstieg 1953 schaffte Kinna IF den direkten Durchmarsch in die Zweitklassigkeit. Dort etablierte sich die Mannschaft im hinteren Tabellenbereich und erreichte in der Spielzeit 1957/58 als Tabellensechster das beste Ergebnis der Vereinsgeschichte bis dato. Als Tabellenelfter verpasste die Mannschaft im folgenden Jahr den Klassenerhalt und stieg gemeinsam mit Varbergs BoIS und IS Halmia in die dritte Liga ab. Nach zwei Jahren im mittleren Ligabereich kehrte sie mit zwei Punkten Vorsprung auf Jonsereds IF in die zweite Liga zurück.
Mit nur drei Saisonsiegen stieg Kinna IF direkt wieder ab. Wiederum belegte der Klub zunächst nur einen Platz im Mittelfeld der dritten Liga. 1965 hinter Alingsås IF und ein Jahr später hinter Göteborgs AIK verpasste der Klub als Tabellenzweiter nur knapp den Wiederaufstieg. Nach einem sechsten Platz gelang 1968 der Staffelsieg, der Aufenthalt in der zweiten Spielklasse währte erneut nur eine Spielzeit. In den folgenden Jahren rutschte der Klub ab, die zweite Hälfte der 1970er Jahre trat die Mannschaft in der Viertklassigkeit an. 
1986 war Kinna IF Opfer einer Ligareform und kam erneut in der vierten Liga unter. Hier spielte die Mannschaft im mittleren Ligabereich, ehe sie 1992 in die Fünftklassigkeit abstieg. Nach zwei Jahren gelang der Wiederaufstieg und in den folgenden Jahren hielt sie sich im Aufstiegskampf. Nach einem achten Tabellenrang 1999 belegte sie in der folgenden Spielzeit erneut einen Abstiegsplatz. Nach dem sofortigen Wiederaufstieg folgte zwei Jahre später die Rückkehr in die Drittklassigkeit. Dort belegte der Klub in der Spielzeit 2004 den letzten Nicht-Abstiegsplatz, ehe er in der anschließenden Spielzeit erneut Opfer einer Ligareform wurde. In den folgenden Jahren hielt sie sich in der vierten Liga.